# Meridià 45 a l'oest
El meridià 45 a l'oest de Greenwich és una línia de longitud que s'estén des del pol Nord travessant l'oceà Àrtic, Groenlàndia, Amèrica del Sud, l'oceà Atlàntic, l'oceà Antàrtic, i l'Antàrtida fins al pol Sud.
A Groenlàndia el meridià defineix la frontera entre els municipis d'Avannaata, Qeqertalik, i Qeqqata amb el municipi de Sermersooq i el Parc Nacional del Nord-est de Groenlàndia.
El meridià 45 a l'oest forma un cercle màxim amb el meridià 135 a l'est. Com tots els altres meridians, la seva longitud correspon a una semicircumferència terrestre, uns 20.003,932 km. Al nivell de l'Equador, és a una distància del meridià de Greenwich de 5.009 km.

## De Pol a Pol
Començant en el pol Nord i dirigint-se cap al pol Sud, aquest meridià travessa:
| Coordenades                             | País, territori o mar | Notes |
| --------------------------------------- | --------------------- | --- |
| 90° 0′ N, 45° 0′ O / 90.000°N,45.000°O  | Oceà Àrtic            | |
| 83° 41′ N, 45° 0′ O / 83.683°N,45.000°O | Mar de Lincoln        | |
| 83° 8′ N, 45° 0′ O / 83.133°N,45.000°O  | Groenlàndia           | |
| 82° 51′ N, 45° 0′ O / 82.850°N,45.000°O | Fiord J.P. Koch       | |
| 82° 46′ N, 45° 0′ O / 82.767°N,45.000°O | Groenlàndia           | |
| 82° 36′ N, 45° 0′ O / 82.600°N,45.000°O | Fiord Nordenskiöld    | |
| 82° 31′ N, 45° 0′ O / 82.517°N,45.000°O | Groenlàndia           | Terra de Nares |
| 82° 3′ N, 45° 0′ O / 82.050°N,45.000°O  | Fiord Victòria        | |
| 81° 46′ N, 45° 0′ O / 81.767°N,45.000°O | Groenlàndia           | |
| 60° 5′ N, 45° 0′ O / 60.083°N,45.000°O  | Oceà Atlàntic         | |
| 1° 17′ S, 45° 0′ O / 1.283°S,45.000°O   | Brasil                | Maranhão — Illa Mirinzal |
| 1° 24′ S, 45° 0′ O / 1.400°S,45.000°O   | Oceà Atlàntic         | |
| 1° 30′ S, 45° 0′ O / 1.500°S,45.000°O   | Brasil                | Maranhão Piauí — des de 7° 29′ S, 45° 0′ O / 7.483°S,45.000°O estat de Bahia — des de 10° 54′ S, 45° 0′ O / 10.900°S,45.000°O Minas Gerais — des de 14° 40′ S, 45° 0′ O / 14.667°S,45.000°O São Paulo — des de 22° 27′ S, 45° 0′ O / 22.450°S,45.000°O |
| 23° 24′ S, 45° 0′ O / 23.400°S,45.000°O | Oceà Atlàntic         | |
| 60° 0′ S, 45° 0′ O / 60.000°S,45.000°O  | Oceà Antàrtic         | |
| 60° 40′ S, 45° 0′ O / 60.667°S,45.000°O | Illes Òrcades del Sud | Illa Powell — reclamat per Argentina (Terra del Foc, Antàrtida i Illes de l'Atlàntic Sud) i Regne Unit (Territori Antàrtic Britànic) |
| 60° 45′ S, 45° 0′ O / 60.750°S,45.000°O | Oceà Antàrtic         | |
| 78° 15′ S, 45° 0′ O / 78.250°S,45.000°O | Antàrtida             | Antàrtida Argentina, reclamat per Argentina · Territori Antàrtic Britànic, reclamat per Regne Unit |